# 第二革命
第二革命（だいにかくめい）とは、革命における第二段階のことで、長く続いた既存の体制（主として君主制）を打破した後に現れた暫定政権を倒し、さらに革命を推し進めていくことである。この項では、固有名詞としての「第二革命」である、中華民国で1913年7月に起きた軍事蜂起 について解説する。
1913年7月、孫文ら国民党勢力は袁世凱政権打倒のため、民国革命の二段階目として、一連の軍事蜂起をしたが、この時の国民党側は内部統率が取れず、民間や海外の支持も集めきれない中で敗北し、鎮圧された。

## 蜂起に至る経緯
辛亥革命により中華民国臨時政府が1912年に成立し、同年に清朝は崩壊した。その中で革命派は清朝の実力者である袁世凱と妥協し、袁世凱を臨時大総統にすることでようやく革命を成し遂げた。しかし、袁世凱と革命派は対立を抑えきれなくなり、革命派寄りであった唐紹儀内閣は崩壊した。1912年8月25日 に孫文を代表とし総理を宋教仁とする国民党が結成され、1913年3月の最初の衆議院・参議院国会議員選挙では、議会政治で政治の主導権を握ろうとした宋教仁により国民党が870議席の内401議席を獲得して 勝利した。宋は更に自ら内閣を組閣し、国会で袁世凱を罷免して黎元洪を大総統に据えようとしたともいわれる。
袁世凱は、アメリカの政治学者フランク・グッドナウによる意見を取り入れ立憲君主制を目指す権力拡大を計り、1913年3月に刺客を放ち、宋教仁を上海で暗殺した。当時中華民国の全国鉄路督弁として中国国内の鉄道建設を図っていた孫文は宋教仁暗殺直後に訪問先の日本から帰国し、武装蜂起で袁世凱を打倒することを図った。袁世凱との和解を図っていた黄興ら国民党有力者も結局賛同し、蜂起計画が練られることとなる。

## 蜂起前夜
軍事蜂起に至るまでの間、国民党側は各地で暗殺、破壊活動を行ったが大きな成果は無く、北京の臨時政府により鎮圧された。政治方面では江西都督李烈鈞や安徽都督柏文蔚、広東都督胡漢民、そして北京国会の国民党派が袁世凱を弾劾した。こうした動きに対して袁世凱側も対抗し、5月には国民党派に対する軍事作戦を策定した。そして6月には李烈鈞、柏文蔚、胡漢民の3都督を罷免した。

## 軍事蜂起
1913年7月12日、李烈鈞が江西省にて蜂起した。続いて江蘇省で黄興、上海で陳其美、広東省で陳炯明、安徽省で柏文蔚、四川省で熊克武、福建省で許崇智、湖南省で譚延闓が蜂起。李烈鈞が七省討袁聯軍司令となり、黄興は南京で独立を宣言した。
しかし袁世凱の臨時政府軍が南進すると、革命軍はこれを防げなかった。江西では8月18日に南昌が北洋政府軍に奪回され、李烈鈞は敗走した。黄興は7月28日に早くも南京を脱出している。上海では陳其美の率いる革命軍が兵器工場である江南製造局を攻撃したが攻略できず、長江岸の呉淞砲台に撤退。黄興や胡漢民がこれに合流するも北洋政府軍の援軍に包囲され、赤十字会の仲裁で8月13日に砲台から退去した。他の地域でも革命軍は敗退し、8月には孫文、黄興、胡漢民、李烈鈞らが日本に亡命。こうして第二革命は終わりを告げた。
8月5日に北支派遣隊の川崎享一大尉が、南軍（革命軍）の間諜の疑いで北軍（北洋政府軍）の兵士に捕らえられ、監禁された (兗州事件)。。8月8日に孫文は、日本に亡命した。8月11日には南軍が中支派遣隊西村彦馬少尉を拉致陵辱した漢口事件が発生した。
9月1日には北軍と南軍が南京で戦闘中、北軍の張勲が在留日本人3人を殺害し、日本人商店を略奪した (南京事件)。

## その後
国民党派を武力で倒した袁世凱は正式に大総統に就任し、北京政府が成立した。1914年に孫文は中華革命党を組織する が、袁は国民党を正式に解散させ、国民党員の国会議員から議員資格を剥奪した。その後も国民党員を迫害し、更には議会解散を強行した。孫文らは1914年7月に東京にて中華革命党を結成し、反袁世凱闘争を続けた。独裁を進めた袁世凱は1915年に自ら皇帝となり中華帝国を樹立したが、これが仇となり護国戦争（第三革命）を引き起こすこととなる。